# Arcadia (Luisiana)
Arcadia é uma cidade  localizada no estado americano de Luisiana, na Paróquia de Bienville.

## Demografia
Segundo o censo americano de 2000, a sua população era de 3041 habitantes. 
Em 2006, foi estimada uma população de 2828, um decréscimo de 213 (-7.0%).

## Geografia
De acordo com o United States Census Bureau tem uma área de 
7,7 km², dos quais 7,7 km² cobertos por terra e 0,0 km² cobertos por água. Arcadia localiza-se a aproximadamente 117 m acima do nível do mar.

## Localidades na vizinhança
O diagrama seguinte representa as localidades num raio de 16 km ao redor de Arcadia. 